# Nouaceur
Nouaceur is een stad in Marokko en is de hoofdplaats van de provincie Nouaceur.
In 2004 telde Nouaceur 12.696 inwoners.
Op het grondgebied van de gemeente is de internationale luchthaven Mohammed V gevestigd.